# Флаг Портленда (Орегон)
Флаг Портленда — официальный символ города Портленд, штат Орегон, США. Представляет собой зелёный фон, изображающий белую четырёхконечную звезду, от каждой стороны которой исходят голубые полосы. Каждая полоса граничит с жёлтыми Г-образными линиями; тонкие белые линии отделяют голубые полосы от жёлтых и жёлтые линии от зелёного фона. Отношение ширины флага к его длине составляет 3:5.
Согласно городскому постановлению от 4 сентября 2002 года, зелёный цвет символизирует «леса и наш зелёный город», жёлтый — «земледелие и торговлю», синий — «наши реки».
Флаг был разработан графическим дизайнером и давним жителем Портленда Дугласом Линчем в 1969 году. Версия флага, принятая в то время несмотря на возражения Линча, включала тёмно-синий крыж, на котором была размещена печать города. В 2002 году Линч с единомышленниками из Ассоциации флагов Портленда убедил городской совет упростить флаг, чтобы лучше передать свою первоначальную задумку.
В 2004 году Североамериканская вексиллологическая ассоциация поставила флаг Портленда на 7-е место в списке 150 флагов городов США.